# Missionskyrkans sångkör i Linköping
Missionskyrkans sångkör var en blandad kör och kyrkokör i Linköpings missionsförsamling, Linköping som bildades senast 1942.